# Krčení ramen
Krčení ramen je silový cvik horní části trapézového svalu. Krčení ramen je určeno především na rozvoj trapézových svalů, přičemž jsou zatíženy jeho horní partie. Do cviku se zapojují také zdvihače lopatky a sval rombický. Pro cvičence se tónováním  svalů docílí spojení linie ramen a trapézů. Stabilizačně jsou zde zapojeny i partie nohou, lýtek, a středu těla.

## Postup
1. Postoj  před činku s pozicí chodidel na šířku ramen. Uchopit jednoruční činky nebo velkou činku.
2. Držet přirozené vzpřímení páteře, zpevnit břišní partie, vypnout hrudník, hlava je vzpřímená, delty držet vzad, nekulatit záda. Kolena jsou mírně pokrčená.
3. Jednoručky se drží podél těla nadhmatem, paže jsou natažené.
4. Zvedat ramena směrem nahoru, lopatky se drží rovně, záda se nekulatí.
5. Pomalu spustit ramena do výchozí polohy. Opakovat do splnění požadovaného počtu opakování. Jednoručky lépe směrují svaly.
6. Velká činka se drží buď před nebo za tělem a ramena jsou o trochu více předsunuta než u jednoruček. Činka je uchopena také nadhmatem. Pohled směřuje vpřed.